# Alice et les Trois Clefs
Alice et les Trois Clefs (titre original : The Clue of the Black Keys, littéralement : L’Énigme des clefs noires) est le vingt-huitième roman de la série américaine Alice (Nancy Drew en VO) écrit par Caroline Quine, nom de plume collectif de plusieurs auteurs. Les auteurs de ce roman sont Wilhelmina Rankin et Harriet Adams. 
Aux États-Unis, le roman a été publié pour la première fois en 1951 par Grosset & Dunlap, New York. En France, il a paru pour la première fois en 1962 par Hachette Jeunesse dans la collection « Bibliothèque verte » sous le no 210. L'orthographie du mot « clefs » est changé en « clés » à partir de 1973. Le roman n'a plus été réédité en France depuis 1988. 

## Résumé
Remarque : le résumé est basé sur les éditions cartonnées non abrégées parues de 1962 à 1973 en langue française.
Un jeune et séduisant professeur en archéologie, Thierry Scott, demande à Alice de retrouver son collègue, un vieux professeur disparu au Mexique sur les sites des fouilles après qu'il a eu retrouvé une tablette qui eut permis de découvrir le célèbre trésor des Indiens. 
Alice s'envole pour le Mexique avec ses fidèles amies Bess et Marion afin d'élucider la disparition du Professeur Pitt...

## Personnages

### Personnages récurrents
- Alice Roy, jeune fille blonde, détective amateur, fille de James Roy, orpheline de mère.
- James Roy, avoué[3] de renom, père d'Alice Roy, veuf.
- Bess Taylor, jeune fille blonde et rondelette, une des meilleures amies d'Alice.
- Marion Webb, jeune fille brune et sportive, cousine germaine de Bess Taylor et une des meilleures amies d'Alice.
- Ned Nickerson, jeune homme brun et athlétique, ami et chevalier servant d'Alice, étudiant à l'université d'Emerson.
- Sarah, la fidèle gouvernante des Roy, qui a élevé Alice à la mort de sa mère.
- Togo, le petit chien fox-terrier d'Alice.

### Personnages spécifiques à ce roman
- Thierry Scott (Terry Scott en VO) : jeune homme de 25 ans, professeur à l'université de Clairville.
- Professeur Joseph Pitt (Joshua Pitt en VO) : un vieil archéologue.
- Professeur Graham : un archéologue.
- Françoise (Fran Oakes en VO) : étudiante à l'université où travaille le Professeur Graham.
- Jack Walker : cousin de Françoise.
- Jim Porter : malfaiteur.
- Tino Juarez et sa femme : malfaiteurs.
- Rendal et sa femme : malfaiteurs.

## Éditions françaises
Note : Toutes les éditions ont paru aux éditions Hachette.
- 1962 : Alice et les Trois Clefs — coll. « Bibliothèque verte » no 210, cartonné (français, version originale). Illustré par Albert Chazelle. Traduit par Hélène Commin. 25 chapitres. 252 p.
- 1973 : Alice et les Trois Clefs — coll. « Bibliothèque verte », cartonné (français, version originale). Nouvelle couverture d'Albert Chazelle. Traduit par Hélène Commin. 25 chapitres. 252 p.
- 1975 : Alice et les Trois Clefs — coll. « Idéal-Bibliothèque », cartonné (français, version abrégée). Illustré par Guy Maynard. Traduit par Hélène Commin. 25 chapitres. 183 p.
- 1983 : Alice et les Trois Clefs — coll. « Le Masque Jeunesse » no 11, souple (français, version abrégée). Illustré par Philippe Daure.
- 1988 : Alice et les Trois Clefs — coll. « Bibliothèque verte » no 452, souple (français, version abrégée). Illustré par Philippe Daure.